# سالواتور پاپا
سالواتور پاپا (انگلیسی: Salvatore Papa؛ زادهٔ ۲۷ آوریل ۱۹۹۰) بازیکن فوتبال اهل ایتالیا است.